# Elecciones de Baden-Wurtemberg de 1956
Las elecciones estatales en Baden-Württemberg de 1956 se llevaron a cabo el 4 de marzo. El primer ministro Gebhard Müller continuó con su gobierno de coalición entre todos los partidos.
Los resultados fueron:
| Partido Político | Partido Político                                | Porcentaje | Escaños |
| ---------------- | ----------------------------------------------- | ---------- | ------- |
|                  | Unión Cristianodemócrata de Alemania (CDU)      | 42.64      | 56      |
|                  | Partido Socialdemócrata de Alemania (SPD)       | 28.86      | 36      |
|                  | Partido Liberal de Alemania (FDP/DVP)           | 16.57      | 21      |
|                  | Bloque de los Refugiados y Expatriados (GB/BHE) | 6.26       | 7       |